# Туран (вестник)
 За останалите значения на Туран вижте Туран (пояснение).  
„Туран“ (на османски турски: توران, на турски: Turan) е османски вестник, излизал в Солун, Османската империя от 20 септември 1912 година Според други източници се издава от 1911 година.
Издава се от Небизаде Ахмед Хамди Собственик е Махмуд Хамди.. Вестникът седи на пантюркски позиции, което е видно от самото му заглавие.